# Bellou-en-Houlme
Bellou-en-Houlme é uma comuna francesa na região administrativa da Normandia, no departamento Orne. Estende-se por uma área de 38 km². Em 2010 a comuna tinha 1 127 habitantes (densidade: 29,7 hab./km²).